# Kose-Uuemõisa
Kose-Uuemõisa (anciennement en allemand : Kosch-Neuenhof) est un petit bourg d'Estonie de la région d'Harju faisant partie de la municipalité rurale de Kose (anciennement: Kosch).

## Présentation
Au 31 décembre 2011,  le village compte 84 habitants.
Ce bourg est surtout connu pour son château, le manoir de Neuenhof (en estonien: Kose-Uuemõisa mõis) qui était la demeure seigneuriale du domaine.